# Lessertinella carpatica
Lessertinella carpatica là một loài nhện trong họ Linyphiidae.
Loài này thuộc chi Lessertinella. Lessertinella carpatica được miêu tả năm 1979 bởi Weiss.